# Mannschaftskader der polnischen Mannschaftsmeisterschaft im Schach 1967
Die Liste der Mannschaftskader der polnischen Mannschaftsmeisterschaft im Schach 1967 enthält (soweit bekannt) alle Spieler, die in der Endrunde der polnischen Mannschaftsmeisterschaft im Schach 1967 mindestens einmal eingesetzt wurden, mit ihren Ergebnissen.

## Allgemeines
Punktbester Spieler war Jerzy Lewi (Maraton Warszawa) mit 10,5 Punkten aus 11 Partien. Andrzej Filipowicz (Legion Warszawa) erreichte 9 Punkte aus 11 Partien, Janusz Szukszta (Legion Warszawa) und Wiktor Matkowski (Start Łódź) je 8 Punkte aus 11 Partien.

## Legende
Die nachstehenden Tabellen enthalten folgende Informationen:
- Nr.: Ranglistennummer; ein zusätzliches „J“ bezeichnet Jugendliche, ein zusätzliches „W“ Frauen
- Titel: FIDE-Titel zum Zeitpunkt des Turniers; IM = Internationaler Meister, WIM = Internationale Meisterin der Frauen
- Pkt.: Anzahl der erreichten Punkte
- Partien: Anzahl der gespielten Partien

## WKSz Legion Warszawa
| Nr. | Titel | Name                  | Pkt. | Partien |
| --- | ----- | --------------------- | ---- | ------- |
| 1   |       | Jan Adamski           | 7,5  | 11      |
| 2   |       | Andrzej Filipowicz    | 9    | 11      |
| 3   | IM    | Kazimierz Plater      | 6    | 9       |
| 4   |       | Janusz Szukszta       | 8    | 11      |
| 5   |       | Rafał Marszałek       | 6,5  | 10      |
| 6   |       | Stanisław Gawlikowski | 2    | 5       |
| 7   |       | Władysław Schinzel    | 4    | 6       |
| 8   |       | Michał Skipietrow     | 2    | 3       |
| J1  |       | Andrzej Kociszewski   | 4    | 6       |
| J2  |       | Janusz Vobożil        | 2    | 5       |
| W1  |       | Jolanta Szota         | 4,5  | 6       |
| W2  |       | Mirosława Litmanowicz | 3,5  | 5       |

## KS Maraton Warszawa
| Nr. | Titel | Name                  | Pkt. | Partien |
| --- | ----- | --------------------- | ---- | ------- |
| 1   |       | Stefan Brzózka        |      |         |
| 2   |       | Romuald Grąbczewski   | 7,5  | 11      |
| 3   |       | Stefan Witkowski      |      |         |
| 4   |       | Wojciech Zabierzański |      |         |
| 5   |       | Marian Kwieciński     | 6,5  | 10      |
| 6   |       | Leszek Adasiak        |      |         |
| J1  |       | Jerzy Lewi            | 10,5 | 11      |
| W1  |       | Lilla Oboron          |      |         |

## MKS Start Lublin
| Nr. | Titel | Name                | Pkt. | Partien |
| --- | ----- | ------------------- | ---- | ------- |
| 1   |       | Andrzej Sydor       |      |         |
| 2   |       | Zbigniew Jamroz     | 6,5  | 11      |
| 3   |       | Wojciech Dobrzyński | 7    | 11      |
| 4   |       | Krzysztof Pytel     |      |         |
| 5   |       | Tadeusz Lipski      |      |         |
| 7   |       | Zbigniew Rapcewicz  | 5    | 7       |
| J1  |       | Andrzej Tomaszewski | 7,5  | 11      |
| W1  |       | Anna Jurczyńska     | 4    | 6       |

## WKSz 64 Wrocław
| Nr. | Titel | Name                       | Pkt. | Partien |
| --- | ----- | -------------------------- | ---- | ------- |
| 1   |       | Benedykt Serwiński         |      |         |
| 2   |       | Zdzisław Kwaśniewski       |      |         |
| 3   |       | Romuald Kuśnierz           |      |         |
| 4   |       | Janusz Śledziewski         | 7,5  | 11      |
| 5   |       | Erwin Tiberger             |      |         |
| 6   |       | Tadeusz Drelinkiewicz      | 4    | 7       |
| 7   |       | Józef Owczarek             |      |         |
| J1  |       | Jabłoński                  |      |         |
| W1  |       | Danuta Samolewicz-Owczarek |      |         |

## SKS Start Łódź
| Nr. | Titel | Name               | Pkt. | Partien |
| --- | ----- | ------------------ | ---- | ------- |
| 1   |       | Witold Balcerowski | 7    | 9       |
| 2   |       | Andrzej Łuczak     |      |         |
| 3   |       | Horst Podolski     | 6,5  | 11      |
| 4   |       | Wiktor Matkowski   | 8    | 11      |
| 5   |       | Jan Gadaliński     | 6,5  | 10      |
| 6   |       | Michał Fabianowski |      |         |
| J1  |       | Tomasz Kaźmierski  |      |         |
| W1  |       | Anna Hellwig       |      |         |

## KS Hutnik Nowa Huta
| Nr. | Titel | Name                  | Pkt. | Partien |
| --- | ----- | --------------------- | ---- | ------- |
| 1   |       | Jerzy Kostro          | 7    | 11      |
| 2   |       | Ryszard Gąsiorowski   |      |         |
| 4   |       | Stanisław Porębski    | 7,5  | 11      |
| 5   |       | Józef Lesiak          |      |         |
| 6   |       | Kazimierz Steczkowski | 6,5  | 11      |
| 7   |       | Edward Orzechowski    |      |         |
| J1  |       | Andrzej Grobler       |      |         |
| W1  |       | Maria Gąsiorowska     |      |         |

## KS Start Katowice
| Nr. | Titel | Name                   | Pkt. | Partien |
| --- | ----- | ---------------------- | ---- | ------- |
| 1   |       | Henryk Śliwiński       |      |         |
| 2   |       | Adam Dzięciołowski     | 5    | 11      |
| 3   |       | Wacław Łuczynowicz     |      |         |
| 4   |       | Wiktor Balcarek        | 0    | 4       |
| 5   |       | Stanisław Kornasiewicz |      |         |
| 6   |       | Marek Szpakowski       | 6,5  | 10      |
| 7   |       | Zygmunt Kloza          |      |         |
| 8   |       | Stefan Kipiński        | 7    | 10      |
| J1  |       | Jacek Bielczyk         |      |         |
| W1  | WIM   | Krystyna Radzikowska   |      | 10      |
| W2  |       | Aleksandra Szpakowska  | 1    | 1       |

## KKS Lech Poznań
| Nr. | Titel | Name               | Pkt. | Partien |
| --- | ----- | ------------------ | ---- | ------- |
| 1   | IM    | Zbigniew Doda      | 6    | 11      |
| 2   |       | Bogdan Pietrusiak  | 5    | 11      |
| 3   |       | Marian Nowacki     | 5    | 10      |
| 4   |       | Ryszard Bernard    | 4,5  | 11      |
| 5   |       | Czesław Kędziora   | 3,5  | 10      |
| 6   |       | Bolesław Rożański  | 4,5  | 9       |
| 7   |       | Jerzy Jabłoński    | 0    | 2       |
| 8   |       | Tadeusz Zieliński  | 0    | 2       |
| J1  |       | Adam Wiland        | 4,5  | 11      |
| W1  |       | Danuta Adamczewska | 5,5  | 11      |

## OKO Caissa Bydgoszcz
| Nr. | Titel | Name                     | Pkt. | Partien |
| --- | ----- | ------------------------ | ---- | ------- |
| 1   |       | Waldemar Jagodziński     | 2,5  | 7       |
| 2   |       | Adam Borchardt           | 3,5  | 11      |
| 3   |       | Jerzy Bratoszewski       | 3,5  | 9       |
| 4   |       | Edward Wiśniewski        | 2    | 7       |
| 5   |       | Jerzy Konikowski         | 5,5  | 10      |
| 6   |       | Feliks Chybicki          | 0    | 4       |
| 7   |       | Zbigniew Skiendzielewski | 3,5  | 7       |
| 8   |       | Jan Kośmicki             | 5,5  | 10      |
| 9   |       | Czesław Ziółkowski       | 1    | 1       |
| J1  |       | Jerzy Pokojowczyk        | 5,5  | 11      |
| W1  |       | Wiera Obermüller         | 4,5  | 11      |

## GKS Piast Gliwice
| Nr. | Titel | Name                 | Pkt. | Partien |
| --- | ----- | -------------------- | ---- | ------- |
| 1   |       | Wiesław Judycki      |      |         |
| 2   |       | Adam Ślusarczyk      |      |         |
| 3   |       | Franciszek Romik     |      |         |
| 4   |       | Leszek Horwath       |      |         |
| 5   |       | Lech Stopa           | 7,5  | 11      |
| 6   |       | Włodzimierz Niwiński |      |         |
| 7   |       | Jerzy Stępniewski    |      |         |
| 8   |       | Oskar Kominek        |      |         |
| J1  |       | Kazimierz Stróż      |      |         |
| J2  |       | Marian Nowakowski    |      |         |
| W1  |       | Teresa Nowakowska    |      |         |

## KS Anilana Łódź
| Nr. | Titel | Name               | Pkt. | Partien |
| --- | ----- | ------------------ | ---- | ------- |
| 1   |       | Tadeusz Żółtek     |      |         |
| 2   |       | Jan Łachut         |      |         |
| 3   |       | Romuald Grzelak    |      |         |
| 4   |       | Jan Piechota       |      |         |
| 5   |       | Andrzej Najdekier  |      |         |
| 6   |       | Włodzimierz Spiess |      |         |
| J1  |       | Byczkiewicz        |      |         |
| W1  | WIM   | Róża Herman        |      |         |

## KS Konstal Chorzów
| Nr. | Titel | Name             | Pkt. | Partien |
| --- | ----- | ---------------- | ---- | ------- |
| 1   |       | Ryszard Drozd    |      |         |
| 2   |       | Henryk Fabian    |      |         |
| 3   |       | Jerzy Jakubiec   |      |         |
| 4   |       | Jerzy Dybała     |      |         |
| 5   |       | Józef Wilczek    |      |         |
| 6   |       | Roman Horodecki  |      |         |
| J1  |       | Tadeusz Chruszcz |      |         |
| W1  |       | Krystyna Korzuch |      |         |